# Pillow shots
Les pillow shots (en català: pla coixí) són un concepte cinematogràfic creat pel cineasta japonès Yasujiro Ozu i que han esdevingut un tret distintiu del cinema japonès. El terme pillow shot es refereix a plans de curta durada sovint sense personatges que apareixen intercalats entre dues escenes narratives d'una pel·lícula. Aquests generen una suspensió temporal del relat i serveixen per fer un canvi d'escena i generar una atmosfera concreta en la pel·lícula.

## Estil i característiques
Composició estètica: els Pillow Shots d'Ozu es caracteritzen per la seva composició estètica i l'ús d'elements visuals per reflectir la quotidianitat de la vida japonesa.
Simbolisme Subtil: Els plans solen contenir simbolismes en la pel·lícula, tot afegint significat en el relat.
Temporalitat: Els pillow shots generen una temporalitat i tranquil·litat que contrasta amb el ritme de la trama principal.

## Influència i impacte
Els pillow shots de Yasujiro Ozu han tingut un impacte rellevant en el cinema japonès posterior. La seva capacitat de crear una atmosfera i reflexió ha estat estudiada i adoptada com una tècnica cinematogràfica distintiva.
Actualment destaquen per exemple les pel·lícules d'estudi Ghibi o el director Hirokazu Kore-eda.